# Irena Kamińska-Szmaj
Irena Kamińska-Szmaj (ur. 24 stycznia 1950 w Nowej Cerekwi) – polska matematyk, filolog polski, specjalizująca się w nauce o współczesnym języku polskim, nauczyciel akademicki.

## Życiorys
Urodziła się w 1950 roku w Nowej Cerekwi w województwie opolskim, gdzie spędziła dzieciństwo i ukończyła szkołę podstawową. Następnie kontynuowała naukę w I Liceum Ogólnokształcącym w Raciborzu, które ukończyła w 1968 roku, uzyskując świadectwo dojrzałości. W tym samym roku rozpoczęła studia matematyczne, a w 1970 roku studia polonistyczne na Uniwersytecie Wrocławskim. W 1975 roku została magistrem filologii polskiej po obronie pracy dyplomowej pt. Zasady dzielenia wyrazów. Rys historyczny oraz założenia językowe programu automatycznego dzielenia wyrazów dla maszyn poligraficznych, napisanej pod kierunkiem Jerzego Woronczaka.
Po obronie pracy pogłębiała swoją wiedzę specjalizacyjną w Instytucie Matematycznym UWr, przygotowując oprogramowanie na maszynę cyfrową Odra 1204 do automatycznego sporządzania konkordancji, indeksów leksykalnych i statystyczno-językowych analiz tekstów staropolskich. Tytuł naukowy doktora nauk humanistycznych uzyskała w 1984 roku na podstawie dysertacji pt. Różnice leksykalne między stylami funkcjonalnymi polszczyzny pisanej w ujęciu statystycznym, napisanej ponownie pod kierunkiem Jerzego Woronczaka. Tytuł naukowy doktora habilitowanego nauk humanistycznych w zakresie językoznawstwa polskiego otrzymała w 1995 roku na podstawie rozprawy pt. Język propagandy politycznej w prasie międzywojennej (1919–1923).
Zawodowo związana jest z Instytutem Filologii Polskiej UWr od 1975 roku, gdzie rozpoczynała pracę od stanowiska asystenta. W 1997 została mianowana na stanowisko profesora nadzwyczajnego. W 2002 roku otrzymała tytuł profesora nauk humanistycznych, a wkrótce potem stanowisko profesora zwyczajnego.
Od 1997 roku trzykrotnie współorganizowała razem z  Anną Dąbrowską w Karpaczu konwersatoria z cyklu „Język a kultura” oraz z Janem Miodkiem we Wrocławiu w latach 1998 i 2000 konferencję naukową na temat „Świadomości normatywno-stylistycznej współczesnych Polaków”. Od 2001 roku jest członkiem kolegium redakcyjnego „Rozpraw Komisji Językowej” Wrocławskiego Towarzystwa Naukowego. W latach 1993–1996 była wicedyrektorem Instytutu Filologii Polskiej. Od roku 1998 pełni funkcję kierownika Zakładu Współczesnego Języka Polskiego. Od 1998 roku kieruje Podyplomowym Studium Filologii Polskiej oraz od 1996 roku, jako przedstawiciel Instytutu Filologii Polskiej, sprawuje naukową opiekę nad Kolegium Nauczycielskim im. Grzegorza Piramowicza we Wrocławiu. Od 1999 roku jest członkiem senackiej Komisji Dyscyplinarnej ds. Studenckich. Od kilkunastu lat udziela porad językowych w ramach istniejącej przy Instytucie Filologii Polskiej telefonicznej poradni językowej. Wypromowała ponad dwudziestu doktorów i ok. dwustu magistrów.

## Dorobek naukowy
W swojej działalności naukowej zajmuje się zagadnieniami związanymi z badaniami z zakresu językoznawstwa matematycznego, a w szczególności językoznawstwa statystycznego, badaniami socjolingwistycznymi i dociekaniami związanymi z szeroko rozumianą relacją między językiem a kulturą oraz zagadnieniami pragmatyki językowej, ze szczególnym uwzględnieniem języka tekstów perswazyjnych, strategii zachowań językowych i funkcji stereotypów językowych. Do jej ważniejszych publikacji należą:
- Różnice leksykalne między stylami funkcjonalnymi polszczyzny pisanej. Analiza statystyczna na materiale słownika frekwencyjnego, Wrocław 1990. IBSN 83-229-0392-8
- Judzi, zohydza, ze czci odziera: język propagandy politycznej w prasie 1919–1923, Wrocław 1994. ISBN 83-7091-008-4.
- Słownik wyrazów obcych, Wrocław 2002. ISBN 83-88962-38-8.
- Od starożytności do współczesności: język, literatura, kultura: księga poświęcona pamięci profesora Jerzego Woronczaka, Wrocław 2004. ISBN 978-83-229-2472-3.
- Nowy słownik ortograficzno-gramatyczny, Wrocław 2007. ISBN 978-83-7407-163-5.
- Agresja językowa w życiu publicznym. Leksykon inwektyw politycznych 1918-2000. Wrocław 2007, ISBN 978-83-229-2865-3.
- Ideologie w słowach i obrazach, Wrocław 2008. ISBN 978-83-229-3008-3.
- Ideologie codzienności, Wrocław 2009. ISBN 978-83-229-3090-8.
- Język polskiej lewicy. Od Wielkiego Proletariatu do końca PRL, Wrocław 2017. ISSN 2083-7763.